# Óscar Osorio
Óscar Osorio (ur. 14 grudnia 1910 w Sonsonate, zm. 6 marca 1969 w Houston) – salwadorski podpułkownik i polityk, w 1944 uczestnik przewrotu przeciwko Maximiliano Hernandezowi Martinezowi, po którym udał się na emigrację, by po kolejnym zamachu stanąć na czele junty (szef od lutego 1949 do września 1950), a potem na czele państwa jako prezydent z ramienia Rewolucyjnej Partii Zjednoczenia Demokratycznego (PRUD). Inicjator reform w duchu socjaldemokratycznym.